# 자니 카펜터
자니 카펜터(Johnny Carpenter, 1914년 6월 25일 ~ 2003년 2월 27일)는 미국의 각본가, 배우, 영화 프로듀서, 영화배우이다.
버뱅크에서 사망하였다. 사인은 암이다.  포리스트 론 메모리얼 파크에 매장되었다.

## 영화
- 헬본 (1993년)
- 시체 도둑들의 밤 (1959년)
- 실버 크리크의 대결 (1952년)
- 아이언 맨 (1951년)